# Mont Rivel
Pour les articles homonymes, voir Rivel (homonymie).
Le mont Rivel est un sommet du massif du Jura culminant à 812 m d'altitude.

## Géographie
Le mont Rivel domine la ville de Champagnole située au sud, ainsi que la vallée de l'Ain. Il est situé sur le territoire de la commune d'Équevillon, en limite de Champagnole et Vannoz.
Il s'agit d'une butte-témoin de plus de 160 millions d'années, émergeant du plateau jurassien de Champagnole par le processus d'érosion, en particulier d'origine glaciaire. Le sommet, de forme triangulaire, couvre 30 ha. 

## Histoire
L'éperon barré du sommet a été occupé à l'âge du bronze, suivi d'une présence celte : lieu de culte avec la découverte d'un temple de type fanum puis, peut-être, oppidum. Durant la période gallo-romaine, un temple, de plan octogonal, a sans doute précédé la création d'un vicus,.  
Au Moyen Âge, un château y a été érigé à 770 m, sur l'éperon barré, au sud du plateau sommital ; la seigneurie de Montrivel s'élargit jusqu'à Champagnole.  
Au XXe siècle, une carrière souterraine de calcaire, pour la fabrication de chaux, a été creusée sur son flanc. Elle s'est effondrée en 1964, prenant au piège 14 mineurs (9 survivants et 5 ensevelis). La suite de l'exploitation se fait à ciel ouvert jusqu'en 1995.